# Arzette: The Jewel of Faramore
Arzette: The Jewel of Faramore (littéralement « Arzette : Le Joyau de Faramore ») est un jeu vidéo d'action développé par Seedy Eye Software et publié par Limited Run Games. Il est sorti le 14 février 2024 sur Nintendo Switch, PlayStation 4, PlayStation 5, Xbox Series X/S et Microsoft Windows.
Il s'agit d'un hommage aux jeux Link: The Faces of Evil et Zelda: The Wand of Gamelon sortis sur Philips CD-i, s'inspirant librement de son gameplay et de sa direction artistique.

## Trame
Dans le passé, le royaume de Faramore fut attaqué par le maléfique seigneur démon Daimur et son armée de monstres, avec l'aide du duc Nodelki d'Amelog. En réponse à cela, le roi Rahklin, accompagné de sa fille, la princesse Arzette, de son conseiller Wogram et d'un héros improbable, Dail, mena une attaque contre le repaire de Daimur dans le pays d'Oakurin. Grâce au Joyau magique de Faramore, Daimur fut scellé dans le Livre d'Oakurin, et la paix revint. Comme le joyau se brise en cinq éclats à chaque utilisation, Rahklin ordonna de protéger les fragments séparément pour empêcher la libération de Daimur, tandis que Nodelki fut condamné à une vie de travaux forcés.
Une décennie plus tard, Nodelki parvient à s'emparer des fragments du joyau et à libérer Daimur de son emprisonnement. En échange de son âme, le seigneur démon accorde des pouvoirs magiques à Nodelki et lui confie, ainsi qu'à ses quatre principaux sbires, la protection des fragments pendant qu'il prépare sa vengeance contre Faramore. Arzette, qui est la seule à avoir continué de perfectionner ses compétences durant la paix, se charge de rallumer les Balises sacrées et de récupérer les Bougies sacrées capables de dissiper la magie noire de Daimur qui enveloppe le pays.
Arzette parcourt Faramore, battant les sbires de Daimur pour récupérer les fragments du joyau tout en aidant les citoyens du royaume dans leurs divers problèmes en échange de nouveaux pouvoirs. Au cours de sa quête, le roi Rahklin meurt, renforçant la détermination d'Arzette à vaincre définitivement Daimur. Après avoir tué Nodelki et récupéré le dernier fragment, Dail et Wogram l'encouragent à enfermer de nouveau Daimur dans le Livre d'Oakurin, mais Arzette décide d’infuser son épée avec le joyau de Faramore. Lorsqu'elle affronte Daimur dans son repaire, Arzette le vainc et, ignorant son offre de pouvoir, le détruit définitivement avec son épée imprégnée du joyau. Arzette est couronnée reine pour avoir vaincu Daimur, mais elle insiste sur le fait que tout le royaume a contribué à cette victoire, et elle déclare que Faramore deviendra une démocratie, organisant un festin pour célébrer cet événement.
Dans une scène post-générique, un rire féminin mystérieux se fait entendre alors que le Livre d'Oakurin s'ouvre magiquement de lui-même.